# Johannes Malderus
Johannes Malderus (1563-1633) foi o quinto bispo de Antuérpia e o fundador do Malderus College da Universidade de Lovaina.

## Vida
Malderus nasceu em Sint-Pieters-Leeuw em 14 de agosto de 1563, filho de Roger van Malderen e Elizabeth Walravens. Sua educação foi supervisionada por seu tio, Johannes van Malderen, confidente do cardeal Granvelle. Malderus estudou filosofia na Universidade Douai e teologia em Lovaina. Em 1586, ele estava ensinando filosofia no Pig College, Leuven, e em 31 de agosto de 1594 se formou em Teologia. Em 1596, foi nomeado professor regius de Teologia Escolástica por Filipe II da Espanha e, em 1598, presidente do Seminário Pastoral de Lovaina.
Em 11 de fevereiro de 1611, ele foi nomeado bispo de Antuérpia. Ele foi consagrado em 7 de agosto de 1611 por Mathias Hovius, arcebispo de Mechelen. Como bispo, ele estava preocupado com a reforma da moral em sua diocese, bem como com o combate ao calvinismo, especialmente naquelas partes de sua diocese, como os decanos de Breda e Bergen op Zoom, ocupados por forças holandesas.
Em 1618, ele consagrou a nova igreja agostiniana em Antuérpia, e em 1621 a nova igreja jesuíta. Em 26 de julho de 1633, ele fez sua última vontade e testamento, sendo o principal legado a fundação do Malderus College, em Lovaina, para fornecer moradia e bolsas de estudos a estudantes de teologia. Ele morreu em Antuérpia em 21 de outubro de 1633.

## Publicações
- Geestelyck onderwys, tot versterking van den crancken in 't geloove (Antwerp, 1613).
- De virtutibus theologicis, et justicia et religione: Commentario ad Secundam Secundae D. Thomae (Antwerp, Plantin Press, 1616). Available on Google Books.
- Modus procedendi in curia ecclesiastica (Antwerp, 1619)
- Anti-synodica, sive Animadversiones in Decreta Conventus Dordraceni, quam vacant Synodum Nationalem, de quinque doctrinae capitibus, inter Remonstrantes et Contraremonstrantes controversis (Antwerp, Plantin Press, 1620). Available on Google Books.
- In primam secundae D. Thomae commentaria: de fine et beatitudine hominis; de virtutibus, vitiis et peccatis; de legibus; de gracia; de justificatione; de meritis (Antwerp, Plantin Press, 1623). Available on Google Books.
- Tractatus de restrictionum mentalium abusu (Antwerp, Plantin Press, 1625). Available on Google Books.
- Tractatus de sigillo confessionis sacramentalis (Antwerp, Plantin Press, 1626). Available on Google Books.
- In Canticum Canticorum Salomonis commentarius (Antwerp, Plantin Press, 1628). Available on Google Books.
- Meditationes theologices, universes theologies summam complectentes, tribus partibus distinctæ, et in 21 dies distributae (Antwerp, 1630)
- In primam partem D. Thomae Commentarla, de Sancta Trinitate, creatione in genere, et Angelis (Antwerp, Plantin Press, 1634). Available on Google Books.